# 遠藤胤忠
遠藤 胤忠（えんどう たねただ）は、近江三上藩の第3代藩主。三上藩遠藤家8代。

## 生涯
享保17年（1732年）12月29日、初代藩主・遠藤胤親の三男として江戸神田橋邸で生まれる。宝暦10年（1760年）6月26日、兄で第2代藩主である胤将の養子となり、同年に将軍徳川家治に拝謁する。
明和8年（1771年）に胤将の死去により家督を継ぐ。同年12月18日に従五位下・下野守に叙位・任官する。
安永2年（1773年）9月18日、日光祭祀奉行に任じられ、安永8年（1779年）2月4日に大坂加番に任じられ、4月15日に大番頭に任じられ、寛政元年（1789年）閏6月18日まで務めている。
東常縁の子孫であることを誇りとし、自らは歌道を烏丸光栄に学び、古今伝授を授けられた。
寛政2年（1790年）2月20日、家督を養子の胤富に譲って隠居する。寛政3年（1791年）10月12日に死去した。享年60。

## 系譜
父母
- 遠藤胤親（実父）
- 田所氏（実母） - 側室
- 遠藤胤将（養父）

側室
- 小林氏
- 西村氏
- 内藤氏
- 青木氏

子女
- 吉次郎
- 遠藤胤寿（次男） 生母は青木氏
- 松平乗森室、のち前田清長室、生母は青木氏
- 光顔院 - 遠藤胤相婚約者、生母は内藤氏
- 慈敬院 - 遠藤常益室、生母は青木氏

養子
- 遠藤胤相 - 酒井忠与の次男
- 遠藤胤富 - 松平信復の七男